# Max Hetzel
Max Hetzel (Basilea, marzo 1921 – 2004) è stato un inventore svizzero.
Max Hetzel deve la sua notorietà all'invenzione degli orologi a diapason.
Il più celebre orologio con questo meccanismo è il rivoluzionario Bulova Accutron, lanciato il 25 ottobre 1960, con il primo movimento elettronico della storia dell’orologeria.
Il movimento Accutron (Accuracy through Electronic) utilizzava un circuito elettronico con un diapason eccitato alla frequenza di 360 Hz e controllato da un transistor. Tale soluzione permetteva una precisione di funzionamento assai superiore rispetto a qualsiasi orologio meccanico con uno scarto pari a circa un minuto per mese al massimo.
Max Hetzel, ha iniziato la sua carriera come ingegnere, impiegato alla ricerca e sviluppo presso il Politecnico federale di Zurigo, l'Istituto di Fisica tecnica. 
Ha iniziato la sua carriera alla Bulova watch Company a Biel nel 1950, dove è stato responsabile della ricerca sui problemi di automazione della produzione di orologi classici e dove in seguito sviluppò l'orologio Accutron (circa 20 brevetti). Nel 1959 poi fu promosso come capo fisico presso la Bulova Watch Company di New York. 
Max Hetzel lasciò la Bulova nel 1963 per il Laboratorio svizzero di orologeria Research (LSRH) di Neuchftel dove ha sviluppato la "Swissonic", l'orologio a diapason svizzero (4 brevetti); nel 1969 fu poi nominato CEO di Elresor SA, una filiale dell'Omega, dove fu responsabile dello sviluppo  e produzione del "Megasonic", un orologio realizzato con l'acustica di frequenza (8 brevetti).
Max Hetzel depositò per la Bulova un brevetto con una caratteristica unica nel settore dell'orologeria: un micro-motore chiamato da Max Hetzel "la Souris" ("il topo" in francese). Questo micro-motore non è collegato direttamente all'insieme di ingranaggi degli orologi, ma questi utilizzano degli ingranaggi magnetici per collegare la ruota indice; anche alcune parti della riduzione del rotismo sono di tipo magnetico.
Il circuito elettronico è anche esso diverso: è l'unica sintonizzazione a forchetta ad usare una singola bobina di avvolgimento. Il diapason ha una strana forma asimmetrica con il micro-motore collegato al lato piccolo.

## Brevetti
- (EN)  US2888582, United States Patent and Trademark Office, Stati Uniti d'America.
- (EN)  US2960817, United States Patent and Trademark Office, Stati Uniti d'America.
- (EN)  US2971323, United States Patent and Trademark Office, Stati Uniti d'America.
- (EN)  US3070951, United States Patent and Trademark Office, Stati Uniti d'America.
- (EN)  US3149274, United States Patent and Trademark Office, Stati Uniti d'America.
- (EN)  US3167905, United States Patent and Trademark Office, Stati Uniti d'America.
- (EN)  US3209529, United States Patent and Trademark Office, Stati Uniti d'America.
- (EN)  US3504301, United States Patent and Trademark Office, Stati Uniti d'America.